# گورگن باباجانیان
گورگن همایاکی باباجانیان (ارمنی: Գուրգեն Հմայակի Բաբաջանյան؛ زادهٔ ۳ سپتامبر ۱۹۰۷ - درگذشته ۵ مارس ۱۹۸۲) یک زیست‌شناس در زمینه ژنتیک و آکادمیسین اهل ارمنستان بود.

## زندگی‌نامه
در ۱۶ سپتامبر [سبک قدیمی: ۳ سپتامبر] ۱۹۰۷ در باکو به دنیا آمد و از انستیتو پنبه آسیای مرکزی (۱۹۵۳–۱۹۴۶) فارغ‌التحصیل شد. وی عضو فرهنگستان ملی علوم ارمنستان بود. وی همچنین برنده نشان پرچم سرخ کار، نشان برجسته افتخار و دانشمند شایسته ارمنستان شوروی (۱۹۶۱) شده است. وی در ۵ مارس ۱۹۸۲ در سن ۷۴ سالگی در ایروان درگذشت.

## یادداشت
1. ↑  կենսաբանական գիտությունների դոկտոր
2. ↑  միջինասիական բամբակի ինստիտուտ